# شعب اللاز
اللاز أو لازي (باللازية: ლაზი، تنطق لازي) هم مجموعة عرقية من شعوب شواطئ البحر الأسود في تركيا وجورجيا الأصلية، ناطقة باللغات الكارتفيلية. كان اللاز من أوائل من اعتنقوا المسيحية، لكن معظمهم غيروا دينهم إلى إسلام سنة خلال الحكم العثماني للقوقاز في القرن السادس عشر.
ويكون شعب اللاز في تركيا مجموعتين رئيسيتين. واحدة منهما تعتبر الشعب الأصلي لمحافظة الساحل الشرقي للبحر الأسود المعروفة سابقاً باسم لازيستان (حالياً مقاطعتي ريزا وأرتفين). الأخرى هربت من التوسع الروسي في أواخر القرن التاسع عشر واستقرت في أدابازاري، سبانسا، يالوفا وبورصة، الواقعين في مناطق غربية وشرقية من البحر الأسود ومناطق مارمارا، على التوالي. شعب اللاز يتحدث باللازية، القريبة من اللغة المنغرلية، اللغة الجورجية واللغة السفانية (لغات جنوب القوقاز). في جورجيا، اندمجت الهوية اللازية إلى حد كبير مع الهوية الجورجية ومعنى اللاز أصبح فقط فئة إقليمية. ويتركزون بشكل أساسي في أجاريا.
اعتنق شعب اللاز المسيحية عندما عاشوا تحت حكم الإمبراطورية البيزنطية ومملكة كولشيس. خلال حكم الإمبراطورية العثمانية، أصبح غالبية شعب اللاز سنة مسلمين يتبعون للمذهب الحنفي، وحكموا من قبل سنجقة لازيستان. وكان هناك عدد محدودة من اللاز المسيحيين في جورجيا. صور الأتراك شعب اللاز على أنهم صيادين (في الحقيقة، مهنتهم الأساسية هي زراعة الشاي والذرة) لأن الأنشوف كان جزءاً هاماً من طعامهم.

## التاريخ

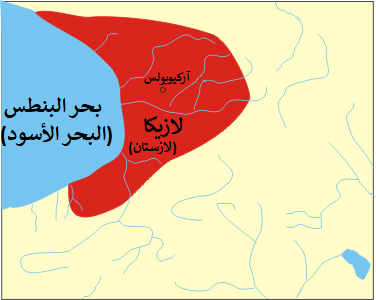
مملكة شعب اللاز لازيكا

يعيش شعب اللاز في منطقة جغرافية يدعوها باسم لازونا (ლაზონა). اليوم، المنطقة كلها تشكل جزءاً من الجمهورية التركية. يعود تاريخهم إلى القرن السادس قبل الميلاد على الأقل حين كانت أول مملكة شرق قوقازية هي كولشيس في الغرب، التي يغطيها اليوم غرب جورجيا والمحافظتين التركيتين طرابزون وريزا. بين بداية القرن الثاني قبل الميلاد ونهاية القرن الثاني بعد الميلاد، أصبحت مملكة كولشيس مع الدول المجاورة ساحات للصراعات المدمرة بين القوتين المحليتين الكبيرتين، روما ومملكة أرمينيا، والمملكة التي لم تعش سوى قليلاً البنطس. نتيجة لحملات جنرالات الروم بومبيوس الكبير ولوكولوس الرائعة، تدمرت مملكة البنطس بشكل كامل من قبل الروم مع كل مناطقها بما فيها كولشيس، التي ضمتها الإمبراطورية الرومانية كمقاطعة جديدة.
تم إعادة تنظيم مملكة كولشيس من قبل الروم في محافظة لازيكوم التي حكمها ليغاتي روماني. خلال الأوقات البيزنطية، مهدت كلمة كولشي طريقاً لمصطلح لاز. واتسمت الفترة الرومانية في المنطقة بالتأثير اليوناني عليها من حيث الثقافة، اللغة والاقتصاد. على سبيل المثال، منذ بداية القرن الثالث، أصبحت أكاديمية فاسيس للفلسفة اليونانية من أشهر الأكاديميات في الإمبراطورية الرومانية. في أوائل القرن الثالث، أُعطيت لازيكوم الرومانية المنشأة حديثاً درجة من الحكم الذاتي التي في نهاية القرن تطورت لتعلن استقلالها التام ونشوء مملكة لازيكا (التي كانت تغطي أبخازيا، أجاريا، غوريا ومينجرليا) على أساس الإمارات الأصغر منها وهي زانس، سفانس، أبسيلس وسانيغس. عاشت مملكة لازيكا أكثر من 250 سنة حتى احتلتها الإمبراطورية البيزنطية في عام 562. في منتصف القرن الرابع، اعتنقت مملكة لازيكا المسيحية لتصبح ديانتها الرسمية. وقد سبق هذا الحدث مجيء القديس سمعان الكنعاني الذي كان يقدم المواعظ في كل أنحاء لازيكا حتى لقي حتفه في غرب لازيكا في سوانيري. تبعاً لموسى الكوريني، قطعه أعداء المسيحية لنصفين بمنشار
 Tthe enemies of Christianity cut him in two halves with a saw.
تم إعادة دمج لازيكا ومملكة أفخازيتي في الإمبراطورية البيزنطية في عام 562 ميلادي وتلا ذلك 150 سنة من الاستقرار النسبي الذي توقف في القرن السابع عندما ظهر العرب في المنطقة كقوة إقليمية جديدة.

## التوزيع الجغرافي

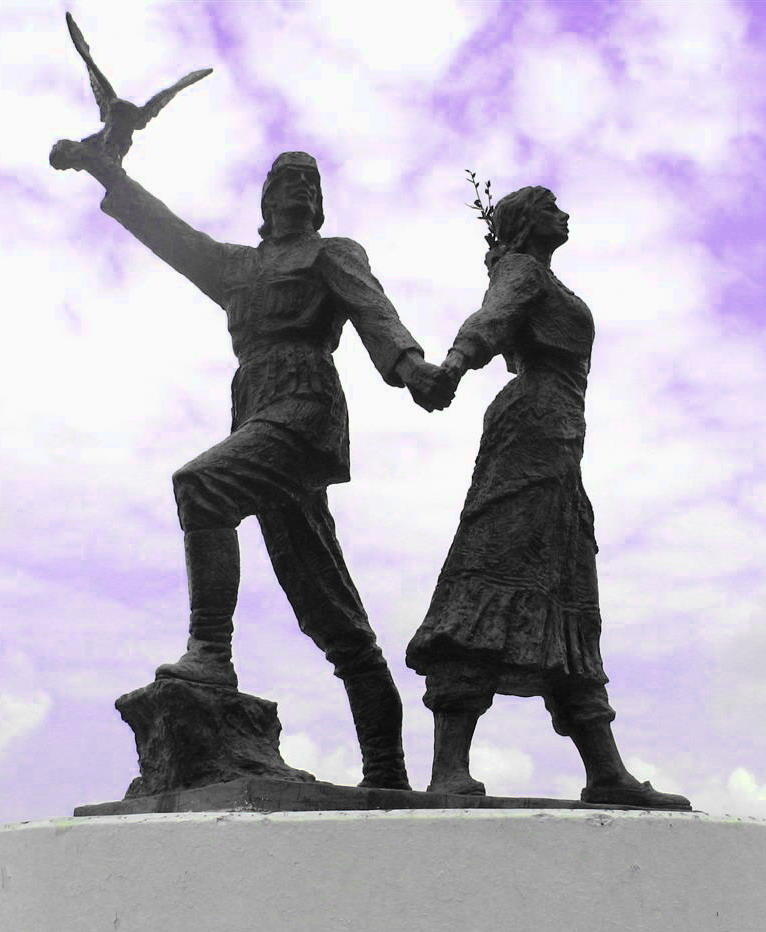
تمثال لرجل وامرأة لازيين. أرهافي، تركيا

تقع مملكتي كولشيس ولازيكا في في نفس المنطقة التي يتواجد فيها الناطقين باللغة اللازية الحاليين، وعلى الأغلب السكان الحاليين يتحدثون بلغة متفرعة من اللغة اللازية الأصلية. وكانت كولشيس مسرح الأسطورة اليونانية جاسون.
اليوم، يعيش معظم شعب اللاز في شمال شرق تركيا، في قطعة من الأرض تمتد بمحاذاة الشاطئ الأسود. ويشكلون الأغلبية السكانية في المدن: بازار، أرديشين، فينديكيلي (مقاطعة ريزا) وفي أرهافي وهوبا (مقاطعة أرتفين). كما يعيشون كأقليات في المقاطعات المجاورة سامليهيمشين وبورسكا. كما يوجد منهم مجتمعات في شمال غرب الأناضول (كارمامورسل في كوسايلي، أكساكوسا في دوزجي، صقاريا، زنغولداق، بارتين)، حيث استقر العديد منهم بعد الحرب الروسية العثمانية (1877-1878) والآن في اسطنبول وأنقرة.
شعب اللاز في جورجيا يتركز بشكل رئيسي في الجمهورية ذات الحكم الذاتي أجاريا في جنوب غرب البلاد. أكبر قرى اللاز في أجاريا هي: ساربي، كفارياتي، غونيو وماخو. كما يعيش اللاز في باتومي، زوبوليتي، زوغديدي وتبليسي.
وهناك جالية من اللاز موجودة في ألمانيا أيضاً، حيث هاجرت من تركيا في العقد السادس للقرن العشرين.

## ثقافة

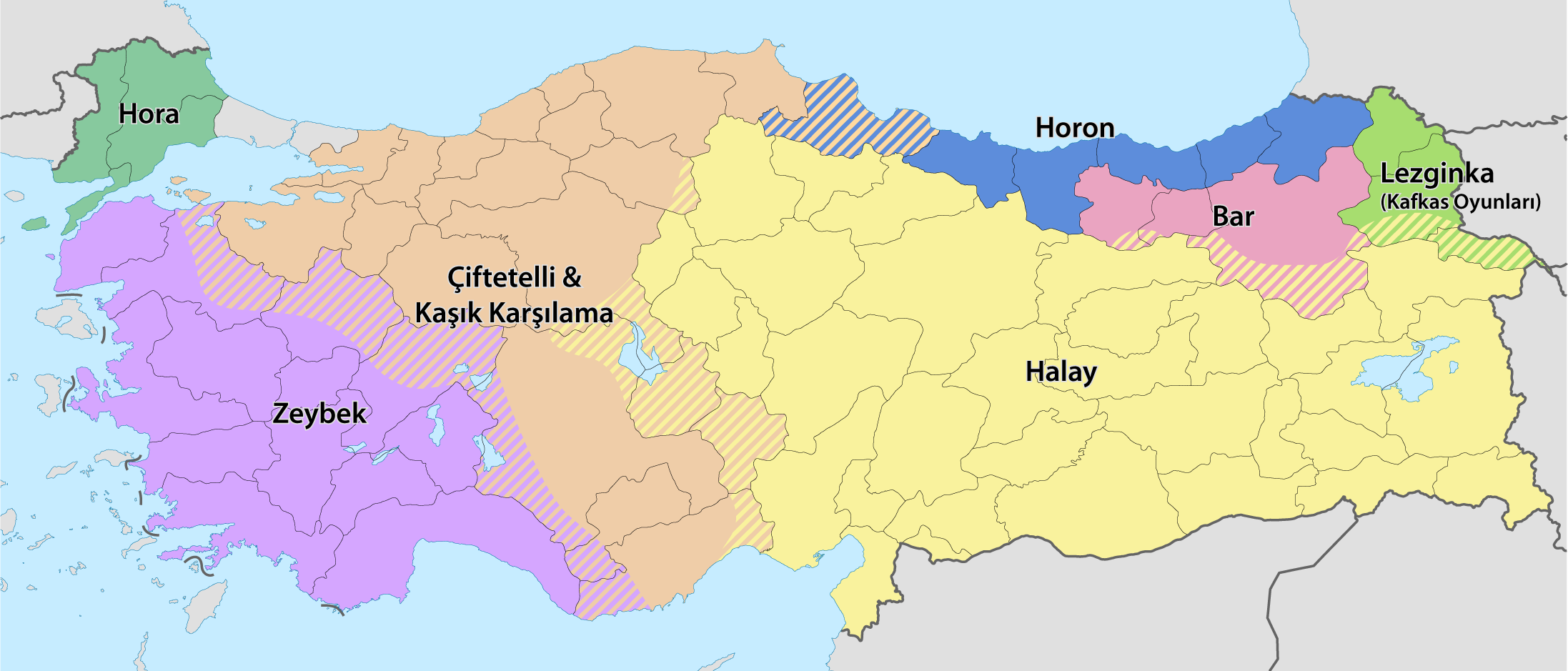
انتشار وتوسع الرقصات الشعبية في تركيا

اللازية ليست مكتوبة، واللغات الجورجية والتركية تخدم كمحل لغة اللاز لشعب اللاز في تركيا وجورجيا. لذلك يعد شعب اللاز ثنائي اللغة. وتعد ثقافة اللاز الأدبية شفوية، حيث لم يتم تسجيلها قط. وقام فائق إيفينديسي في العقد السابع من القرن التاسع عشر بأولى المحاولات لإنشاء ثقافة لازية وهوية متميزة ولغة أدبية قائمة على الأبجدية العربية، ولكن سرعان ما اعتقلته السلطات العثمانية، بينما تدمر معظم عمله. في العقد الثالث من القرن العشرين، تم دمج الأدب اللزي المكتوب في جورجيا السوفييتية، حيث هيمن عليه الفكر الجورجي. منذ ذلك الوقت، قامت عدة محاولات لإعادة إحياء الأدب الأصلي باللغتين الجورجية والتركية. كما ظهر لاحقاً في القرن العشرين عدة شعراء في تركيا مثل رشيد حلمي.
الموسيقى والرقص اللازيين يعتبران فريدين من نوعهما، على الرغم من أن تطورهما رافق تطور ثقافات الشعوب المجاورة. الآلات الشعبية تتضمن الغودا، الكمنجة، الزرنة والدولي. اكتسب مؤخراً موسيقي الروك الشعبي كاظم كوينجو شعبية كبيرة في جورجيا وتركيا.

## وصلات خارجية
- ثقافة اللاز - معلومات عن موسيقى، لغة وثقافة شعب اللاز